# سیتی‌گروپ
سیتی‌گروپ (به انگلیسی: CitiGroup) یا گروه سیتی، شرکت خدمات مالی و بانک سرمایه‌گذاری چندملیتی آمریکایی است، که شعبه مرکزی آن در منهتن نیویورک قرار دارد.
ریشه‌های شکل‌گیری این گروه به سال ۱۸۱۲ و تأسیس سیتی‌بانک بازمی‌گردد و شکل کنونی آن با ادغام سیتی‌بانک و تراولرز کمپانی، در سال ۱۹۹۸ شکل گرفت. اکنون سیتی‌گروپ به‌عنوان سومین بانک بزرگ ایالات متحده آمریکا بر پایه میزان دارایی شناخته می‌شود.
سیتی‌گروپ با در اختیار داشتن ۱۶ هزار شعبه فعال در ۱۴۰ کشور، مالک بزرگترین شبکه ارائه خدمات مالی و بانکداری در جهان می‌باشد. شمار کارکنان این گروه بیش از ۲۵۰ هزار نفر برآورد می‌شود، که به بیش از ۲۰۰ میلیون مشتری در سراسر جهان خدمات عرضه می‌دارند.

## تاریخچه
در تاریخ ۹ اکتبر ۱۹۹۸ سیتی‌بانک با ارزش ۱۴۰ میلیارد دلار شرکت تراولرز کمپانی را خریداری نمود. سپس این دو شرکت با هم ادغام شدند و در پی آن سیتی‌گروپ تأسیس شد. این گروه هم‌اکنون در ۱۴۰ کشور خدماتی چون بانکداری خرد و بانکداری شرکتی، بانکداری اختصاصی، بانکداری سرمایه‌گذاری و مدیریت سرمایه‌گذاری، انواع خدمات بیمه و وام‌های مسکن و کارت‌های اعتباری را انجام می‌دهد.
ریشه‌های تأسیس این گروه به سال ۱۸۱۲ و راه‌اندازی سیتی بانک، در شهر نیویورک بازمی‌گردد. دامنه فعالیت‌های این بانک در آغاز، به ارائه خدمات مالی، به بازرگانان نیویورکی محدود می‌شد. امروزه شعبه مرکزی سیتی بانک همچنان در شهر نیویورک قرار دارد. سپس به‌ترتیب بانک هندلاوی در ۱۸۷۰، اسمیت بارنی در ۱۸۷۳، بانامکس در ۱۸۸۴ و سالومون برادرز در سال ۱۹۱۰ توسط بانک سیتی خریداری و ادغام شدند.
سیتی‌بانک برای مدیریت بر این شرکت‌ها، موسسات و بانک‌های زیرمجموعه خود، اقدام به تأسیس شرکت سیتی‌کورپ نمود، که کلیه دارایی‌های بانک از زیرمجموعه‌های آن شرکت محسوب می‌شدند. سیتی‌کورپ نخستین بانک تجاری جهان بود، که پرداخت و انتقال وجه از هر حساب به حسابی دیگر را، آغاز کرد. این انتقال شامل انتقال پول از حسابی در یک بانک، به حسابی در بانک دیگر نیز می‌شد. این خدمت بانکی در زمان خود، یک انقلاب در ارائه خدمات بانکی به حساب می‌آمد. پیش از این برخی بانک‌های تجاری این روش را به صورت محدود به کار می‌بردند، اما سیتی‌کورپ این خدمت را در اختیار عموم قرار داد.
سیتی‌کورپ مجموعه‌ای از خدمات مالی و بانکی را ارائه می‌کرد، که مهم‌ترین آن‌ها مدیریت سرمایه در بازارهای مالی جهانی، اعطای وام‌های اعتباری، فعالیت‌های سرمایه‌گذاری و پرداخت وام‌های مسکن بود. پرداخت وام‌های اعتباری نیز یکی از اصلی‌ترین شاخه‌های فعالیت سیتی‌کورپ بود. وام‌های اعتباری به وام‌هایی گفته می‌شود، که با نرخ بهره بالاتر، به افرادی که از اعتبار بانکی کمتری برخوردار هستند، پرداخت می‌شود.
در سال ۱۹۹۸ «سیتی‌کورپ» و «تراولرز گروپ» با هم ادغام شدند و سیتی گروپ را تشکیل دادند. این بانک به سه دسته تجاری تقسیم می‌شد، که شامل: مصرف‌کننده جهانی، مدیریت سرمایه جهانی و خدمات بانکداری بین‌المللی بود. از اواخر سال ۲۰۰۷ که پیش‌لرزه‌های بحران مسکن آمریکا ۲۰۰۸ آغاز شده بود، به دنبال افزایش بحران وام‌های اعتباری، در پی رکود بخش مسکن در ایالات متحده، سیتی‌گروپ در ۹ ماه ابتدای سال ۲۰۰۷ میلادی ۱۱میلیارد دلار زیان دید، که به اعتقاد هیئت مدیره وقت، عملکرد ضعیف مدیرعامل در پرداخت وام‌های اعتباری بدون بازار سنجی، موجب به وجود آمدن این زیان شده بود.
در روز ۵ نوامبر سال ۲۰۰۷ اعلام این خبر که سیتی‌گروپ، در بازار وام مسکن ضرر فاحشی کرده، سبب شد بهای سهام اروپایی در ساعات اولیه معاملات سهام و اوراق بهادار کاهش یابد. دلیل این کاهش آن بود که سیتی گروپ، در ماه اکتبر اعلام کرد، که بیش از ۶ میلیارد دلار از وام‌های این بانک غیرقابل وصول بوده و ممکن است، از بیش از ۱۱ میلیارد دلار دیگر از طلب‌های غیرقابل وصول خود، صرف‌نظر کند. همچنین ارزش دارایی‌های سیتی گروپ در بخش وام مسکن، از پایان ماه سپتامبر رو به کاهش گذاشت و حدود ۸ تا ۱۱ میلیارد دلار افول کرد. به دنبال زیان مالی و با انتشار خبر ضرر قابل توجه سیتی‌گروپ، چارلز پرینس، مدیر عامل اجرایی این بانک استعفای خود را اعلام کرد و «ویکرام پندیت» اقتصاددان آمریکایی، به این سمت منصوب شد.
ضررهای مالی بانک سیتی گروپ به راحتی قابل بازگشت نبود و این بانک که از اواخر سال ۲۰۰۸ بیش از ۴۵ میلیارد دلار کمک مالی از دولت فدرال ایالات متحده دریافت کرده بود، اعلام کرد برای ادامه فعالیت‌های بانکی و مالی خود نیازمند ۱۰ میلیارد دلار دیگر کمک‌های مالی دولت است. مقام‌های سیتی گروپ چندین بار با مقام‌های فدرال مذاکره و رایزنی کردند تا نظر آن‌ها را برای اعطای کمک‌های مالی بیشتر جلب کنند. این مشکلات به حدی بود که سیتی گروپ در سه‌ماهه چهارم سال ۲۰۰۸ وادار شد بیش از ۱۳ هزار نفر از کارکنان خود را کاهش دهد. در آوریل سال ۲۰۰۹ وقتی که اوباما تلاش خود را برای ملی کردن خدمات درمانی آغاز کرد، سهام میانگین صنعتی داو جونز ۲۸۱ واحد دیگر معادل ۴٪ درصد کاهش یافت و سهام بانک سیتی گروپ که تا به حال سه بار از طرح‌های کمک دولتی استفاده کرده بود با قیمت ۱٫۰۲ دلار بر هر سهم بسته شد. این بانک اکنون با داشتن بیش از ۲۵۹ هزار کارمند در ۱۰۰ کشور جهان، درآمدی بالغ بر ۷۰ میلیارد دلار داشته و ۳۶٪ درصد از سهام آن در اختیار دولت فدرال ایالات متحده می‌باشد.

## عملیات
سیتی‌گروپ بزرگترین شبکه مالی جهان را دارا می‌باشد. این گروه در ۱۴۰ کشور فعالیت اقتصادی داشته که شامل ۱۶ هزار شعبه در کشورهای مختلف می‌باشد. در سال ۲۰۱۰ مجله فوربز، شمار کارکنان سیتی‌گروپ را ۲۶۷٫۱۵۰ نفر اعلام کرد. این شرکت همچنین دارای ۲۰۰ میلیون مشتری در بیش از ۱۴۰ کشور است و در ایالات متحده نیز فروشنده اصلی اوراق بهادار به اداره خزانه‌داری ایالات متحده می‌باشد.
بنا به گزارش فوربز، سیتی‌گروپ در اوج کار خود، بزرگترین بانک و شرکت بازرگانی جهان بوده و شمار ۳۵۷٫۰۰۰ کارمند در این شرکت اشتغال داشتند. با آغاز بحران مالی جهانی در سال ۲۰۰۸ سیتی‌گروپ نیز دچار بحران شد. این شرکت در واپسین فهرست فورچون ۵۰۰ در رتبه ۲۰ جهان قرار گرفت. در این فهرست، رقیب اصلی سیتی گروپ، جی‌پی مورگان چیس، رتبه ۱۶ را به خود اختصاص داد. اکنون، سیتی گروپ بزرگترین بانک جهان تا سال ۲۰۱۲ می‌باشد.

## بسته محرک اقتصادی
سیتی‌گروپ که در پی بحران مالی جهانی، در حال ورشکستگی بود، در نوامبر سال ۲۰۰۸ در یک بسته محرک اقتصادی گسترده توسط دولت آمریکا نجات یافت. در تاریخ ۲۳ فوریه ۲۰۰۹، سیتی‌گروپ اعلام کرد، که دولت ایالات متحده ۳۶٪ از سهام این شرکت را خریداری نموده، که در ارتباط با پرداخت مالی ۲۵ میلیارد دلاری؛ کمک‌های اضطراری دولت و همچنین پرداخت ۴۵ میلیارد دلاری وزارت خزانه داری ایالات متحده آمریکا، برای جلوگیری از ورشکستگی بزرگترین بانک جهان در آن زمان است.
دولت همچنین تلفات تا بیش از ۳۰۰ میلیارد دلار دارایی‌های سیتی‌گروپ در آمریکا را تضمین نموده‌است و بلافاصله معادل ۲۰ میلیارد دلار را به این شرکت تزریق نمود. در مقابل، پرداخت حقوق و دستمزد مدیرعامل، که برابر ۱ میلیون دلار در هر سال است و دستمزدهای بالاتر از ۵۰۰ هزار دلار در سال را نیز برعهده گرفت. در دسامبر ۲۰۰۹ دولت ایالات متحده مقداری از سهام خود را به فروش گذاشت و در پایان میزان سهام باقی‌مانده دولت در سیتی‌گروپ، به ۲۷٪ کاهش یافت؛ که در پایان در دسامبر ۲۰۱۰ میلادی، معادل ۲۷٪ باقی‌مانده سهام دولت فدرال، به‌طور کامل به فروش رفت. سیتی‌گروپ یکی از چهار بانک بزرگ در ایالات متحده، همراه با بنک آو آمریکا، جی‌پی مورگان چیس و ولز فارگو می‌باشد.

## تراولرز کمپانی
تراولرز کمپانی نخست به‌عنوان یکی از شرکت‌های تابعه کنترل دیتا کورپوریشن بوده، که در سال ۱۹۸۶ توسط سندی ویل خریداری شد. سپس به صورت یک شرکت اعتباری خصوصی، درآمد. دو سال بعد، شرکت پریمریکا توسط ویل خریداری شد. سپس در سال ۱۹۹۳ تراولرز و پریمریکا با هم ادغام شدند. در طول سال‌های بعد، این شرکت کارگزاری سهام اسمیت بارنی را خریداری نمود. تراولرز کمپانی، در طول حیات خود، در صنایع مختلفی فعالیت نموده، که می‌توان آن را یک شرکت خوشه‌ای (فعال در چند صنعت) دانست؛ اما اکنون در زمینه ارائه خدمات بیمه فعالیت می‌نماید.

## سیتی‌بانک
سیتی‌بانک نیویورک (بانک شهر نیویورک) در تاریخ ۱۶ ژوئن ۱۸۱۲ در ایالت نیویورک و با ۲ میلیون دلار سرمایه اولیه تأسیس شد. سپس گروه بازرگانی این بانک، در ۱۴ سپتامبر همان سال، با هدف توسعه کسب‌وکار و گسترش دامنه فعالیت‌های این بانک تشکیل شد، سپس ساموئل اوسگود به‌عنوان نخستین رئیس این شرکت، از سوی هیئت مدیره بانک انتخاب گردید. این بانک در سال ۱۸۹۵ پس از پیوستن به سامانه بانکی سراسری ایالات متحده، به‌عنوان بزرگترین بانک این کشور شناخته شد. در سال ۱۹۱۴ افتتاح نخستین شعبه خارج از کشور این بانک، در شهر بوئنوس آیرس تأسیس شد. در سال ۱۹۲۹ سیتی‌بانک نیویورک، به‌عنوان بزرگترین بانک تجاری جهان شناخته شد.
در ۱۹۵۵ این بانک به فرست نشنال سیتی بانک نیویورک تغییر نام داد. در سال ۱۹۶۷ سیتی‌بانک نخستین سامانه یکپارچه کارت‌های اعتباری را در ایالات متحده راه‌اندازی کرد. این کارت‌ها که Everything card نام داشتند، بعدها مستر کارت نامیده شد. در سال ۱۹۷۶ تحت رهبری والتر ریستون نام بانک بار دیگر تغییر یافت، که این بار به‌فرم کنونی یعنی سیتی‌بانک تغییر پیدا کرد. در همین سال (۱۹۷۶) این بانک نخستین شبکه دستگاه‌های خودپرداز ۲۴ ساعته را در ایالات متحده راه‌اندازی کرد، که از کارت‌هایی استفاده می‌کردند، که سیتی‌کارت نام داشتند. این دستگاه‌ها به‌سرعت در شعبه‌های سیتی‌بانک در سرتاسر این کشور نصب شدند.
در ۱۹۸۴ جان اس. رید، به مدیرعاملی بانک منصوب شد. در دهه‌های ۱۹۸۰ و ۱۹۹۰ سیتی بانک همچنان بزرگترین بانک ایالات متحده بود و سامانه خودپردازهای آن به‌سرعت جای خود را در سامانه بانکداری بین‌المللی باز نمود، بصورتی‌که در ابتدای دهه ۱۹۹۰ سیتی‌بانک دارای عملیات در بیش از ۹۰ کشور جهان بود و به‌عنوان بزرگترین بانک جهان شناخته می‌شد.

## سالومون برادرز
بخش بانکداری سرمایه‌گذاری سیتی‌گروپ، در عمل از دارایی‌های بانک سالومون برادرز تشکیل شده‌است. این بانک که در زمان فعالیت، در وال استریت مستقر بود، در سال ۱۹۱۰ توسط سه برادر با نام‌های آرتور، هربرت و پرسی سالومون تأسیس شد. بانک سالومون در سال ۱۹۹۷ توسط تراولرز کمپانی با قیمت ۹ میلیارد دلار، خریداری شد، سپس با اسمیت بارنی ادغام گردید. شرکت جدید سالومون اسمیت بارنی نام گرفت، که در دو بخش خدمات بانکداری سرمایه‌گذاری و معامله اوراق قرضه، تحت مدیریت تراولرز کمپانی فعالیت می‌کرد.
یک سال بعد، در ۱۹۹۸ در پی ادغام تراولرز کمپانی و سیتی‌بانک، مدیریت سالومون اسمیت بارنی، به بخش بورس سیتی‌کورپ (یکی از زیرمجموعه‌های پیشین سیتی‌گروپ) واگذار گردید. سالومون اسمیت بارنی تا سال ۲۰۰۳ همچنان به فعالیت‌های خود به‌عنوان بازوی ارائه خدمات بانکداری سرمایه‌گذاری سیتی‌گروپ ادامه داد، تا اینکه در ماه اکتبر سال ۲۰۰۳ در پی چندین سری رسوایی‌های مالی، از سوی مدیریت وقت سیتی‌گروپ، منحل اعلام شد.

## اسمیت بارنی
شرکت خدمات مالی اسمیت بارنی در سال ۱۹۳۸ از ادغام دو شرکت چارلز دی. بارنی اند کو و ادوارد بی. اسمیت اند کو تأسیس شد. در اواخر دهه ۱۹۸۰ میلادی شرکت پرایمریکا، که متعلق به سندی ویل، مالک تراولرز کمپانی بود، شرکت اسمیت بارنی را با قیمت ۱٫۵ میلیارد دلار خریداری کرد و از سال ۱۹۸۸ اسمیت بارنی، به‌عنوان شرکت تابعه تراولرز کمپانی فعالیت‌های خود به عنوان کارگزار بورس را از سر گرفت.
در سال ۱۹۹۷ در پی خریداری بانک سالومون برادرز توسط تراولرز، اسمیت بارنی و سالومون با هم ادغام شدند و شرکت جدید سالومون اسمیت بارنی نام گرفت. سالومون اسمیت بارنی در ماه اکتبر سال ۲۰۰۳ در پی رسوایی‌های مالی، از سوی مدیریت وقت سیتی‌گروپ، برای مدت کوتاهی منحل اعلام شد، سپس نام آن به شرکت مدیریت سرمایه سیتی گروپ تغییر پیدا کرد. در ماه ژانویه سال ۲۰۰۹ میلادی، معادل ۵۱٪ درصد از سهام این شرکت، به بانک مورگان استنلی واگذار گردید و نام شرکت جدید، به مورگان استنلی اسمیت بارنی تغییر یافت، که در سپتامبر ۲۰۱۲ بار دیگر تغییر نام داد و شرکت مدیریت سرمایه مورگان استنلی نام گرفت. ارزش بازار این شرکت در سال ۲۰۱۱ معادل ۱٫۶۵ تریلیون دلار برآورد شد.

## آمار و ارقام
در سال ۲۰۱۲ سیتی‌گروپ در فهرست فرچون ۵۰۰ در رتبه ۲۰ از بزرگترین شرکت‌های ایالات متحده قرار گرفت. در این فهرست، جی‌پی مورگان چیس رتبه شانزدهم را به خود اختصاص داده، که بر پایه این رتبه‌بندی، هم‌اکنون سیتی‌گروپ پس از جی‌پی مورگان چیس در جایگاه دومین بانک بزرگ ایالات متحده آمریکا به‌شمار می‌آید.
سیتی‌گروپ به‌همراه سه مؤسسه مالی بزرگ دیگر، شامل بنک آو آمریکا، جی‌پی مورگان چیس و ولز فارگو، در فهرستی تحت عنوان ۴ بانک بزرگ ایالات متحده آمریکا (یا به‌اختصار: چهار بانک بزرگ) طبقه‌بندی می‌شوند.

## سهامداران اصلی
دولت فدرال ایالات متحده آمریکا، پس از اجرای بسته محرک اقتصادی و پرداخت کمک مالی به گروه سیتی، در ازای آن، معادل ۳۶٪ از سهام سیتی‌گروپ را دریافت نمود و هم‌اکنون به عنوان بزرگترین سهام‌دار این گروه به‌شمار می‌آید. پس از دولت فدرال، سهام‌داران اصلی این بانک را اعراب تشکیل می‌دهند. اصلی‌ترین آن‌ها دولت ابوظبی است، که با پرداخت ۵٫۷ میلیارد دلار، ۹٫۴٪ از سهام این شرکت را یکجا خریداری کرد. سهامدار دیگر نیز ولید بن طلال، شاهزاده عربستان سعودی و ثروتمندترین فرد در جهان عرب می‌باشد، که ۶٫۳٪ از سهام سیتی‌گروپ را در اختیار دارد.

## مدیریت ارشد

### مدیرعامل
در ماه اکتبر سال ۲۰۱۲ هیئت مدیره سیتی‌گروپ، مایکل کوربات را به سمت مدیر عامل اجرایی گروه، منصوب کرد. کوربات که دانش‌آموخته دانشگاه هاروارد می‌باشد، فعالیت بانکداری خود را از سال ۱۹۸۳ با بانک سالومون برادرز (که اکنون متعلق به سیتی‌گروپ است) آغاز کرده و در پی برکناری ویکرام پاندیت (که در سال ۲۰۰۷ جایگزین وین بیشاف شده بود) سکان رهبری این گروه مالی را در دست گرفت.

### رئیس هیئت مدیره
مایکل ای. اونیل رئیس هیئت مدیره کنونی سیتی‌گروپ است، که در سال ۲۰۱۲ جایگزین ریچارد پارسونز گردید. او در سال ۲۰۰۹ به عضویت هیئت مدیره سیتی‌گروپ درآمد. اونیل در فاصله سال‌های ۱۹۹۴ تا ۱۹۹۹ به‌عنوان مدیر امور مالی بنک آو آمریکا فعالیت می‌کرد. وی همچنین پیشینه مدیریت اجرایی در بانک بارکلیز را نیز در کارنامه خود دارد.